# Angelo Maccagnino

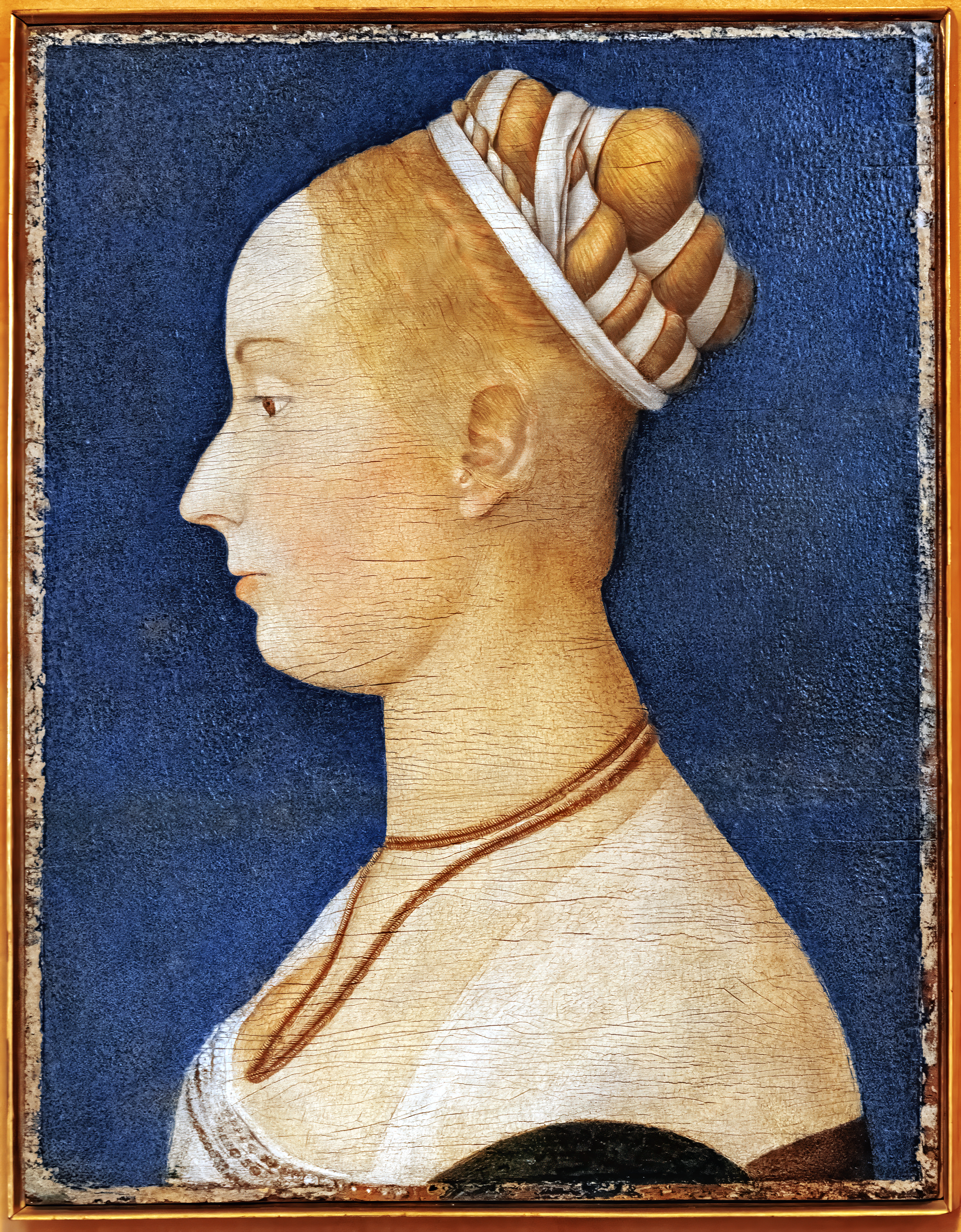
Portraits de femme Musée Correr

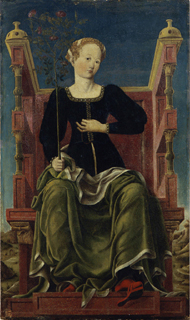
Érato, pinacothèque, Ferrare

Angelo Maccagnino ou Angelo di Pietro da Siena (Sienne, ... -  Ferrare, 5 août 1456) est un peintre italien qui fut actif au  XVe siècle, documenté à Ferrare entre 1444 et le 15 mars 1457.

## Biographie
Angelo Maccagnino est un artiste peintre d'origine siennoise. Les notices concernant sa vie et son activité sont rares.
Il existe des documents qui attestent son activité de 1439 à 1456. Actif d'abord à Sienne à partir de 1447, on sait de lui qu'il a été un peintre de cour de la maison d'Este auprès de la seigneurie de Lionel puis de Borso d'Este à Ferrare.
Maccagnino a travaillé pour Lionel d'Este au château de Belfiore. Les critiques d'art lui attribuent des œuvres de style courtois du studiolo de Belfiore, dans lesquelles on retrouve des empreintes d'autres artistes, ne sont pas unanimes.
Le tableau Érato conservé à la pinacothèque de Ferrare est probablement de sa main ainsi que la partie supérieure de Terpsichore du Museo Poldi Pezzoli, complété par Cosmè Tura, son successeur.

## Œuvres
- Érato, pinacothèque, Ferrare,
- Terpsichore, musée Poldi Pezzoli, Milan
- Portraits de figure de nobles (en buste de profil). Influencé par l'art du portrait de Pisanello
  - Portraits de femme, bois, 42 × 33 cm, Musée Correr, Venise[2],[3]

## Sources
- Voir liens externes